# يطروفة أرجوانية
يطروفة أرجوانية (الاسم العلمي:Jatropha purpurea) هي نوع من النباتات تتبع جنس اليطروفة من الفصيلة الفربيونية.